# 少年期
「少年期」（日語：少年期）是武田鐵矢於1985年3月1日發行的第三個單曲，也是1985年3月上映的哆啦A梦电影作品《大雄的宇宙小戰爭》主题曲。發行商為宝丽多唱片。這首歌的創作靈感為武田鐵矢的童年回憶，以及他當時對長大成人的想法。哆啦A夢愛好者社群也對少年期的評價很高。

## 劇中使用
武田鐵矢自《大雄的恐龍》起到《大雄與銀河高速列車》為止，就一直为哆啦A梦电影作品的電影主题曲填词。「少年期」則是他首度主唱的主題曲。在《大雄的宇宙小戰爭》中，「少年期」除了是电影的片尾曲外，片中也穿插了比利卡星人以吉他彈奏、並演唱該歌曲的畫面。不過VHS與DVD版的歌曲開頭與劇場上映版有些許不同。這是因為VHS/DVD版本的音效，都會被換成唱片用的立體聲版本。
在單行版漫畫中，該歌曲的歌詞則是出現在故事中後段的漫畫跨頁中。在該跨頁中，哆啦A夢等人使用隱形噴漆，隐身潜入比利卡星首都菲利賽里斯；靜香和小夫則在太空中，操縱改裝後的戰車。
在2004年10月1日放送的大山版動畫「永別了！！朋友們！」（日語：ためしに さようなら）有穿插「少年期」作為片中曲。而1996年3月1日的「七年後的煩惱」（日語：7年後のなやみ）也穿插了以「少年期」為旋律的背景音樂。
在2021年重製的《大雄的宇宙小戰爭 2021》中，雖然沒有在劇中用上「少年期」，但在上映前有發表限時MV，其中就穿插「少年期」和「Universe」兩曲。在2021年11月22日的官方推特中，則有致敬該歌曲的「我是何時成長的」字句。

## 歌词背景
武田鐵矢在大長篇哆啦A梦的解說專文中表示：「我想每個人都會有回憶童年、感到憂鬱及迷失的時候。我歌曲想講的就是當時腦海中浮現的場景。」而少年期這首歌，就是取自武田自己的童年。
武田當時還住在戰後貧困的博多，「父母很容易為錢而爭吵」。到了每個月15日的發薪日，武田父親總是會醉醺醺地回家，然後和母親開始激烈爭吵。對此束手無策的武田，則只能跑去聽不到父母吵架的公園，看著當時還屬少見的白熾燈燈光。日日流淚的武田，還會透過眼淚，從燈光看到猶如萬花筒般的彩虹。武田自述這是當時七歲的自己自我安慰的方法。武田望着这些彩虹的碎片，意識到自己未来也会像父亲一样是「浑身是油的工厂工人」，因此「對長大成人感到焦慮不安」並「想永遠當個孩子」。武田的「個人記憶」也構成了歌詞的基調。他一開始想「好好地唱出孩子們『天生的悲哀』」，並以這個出發點構成了歌詞的第一部分。接著武田再透過玩累了睡著後起來，卻發現沒人在家、以為自己被母親遺棄的孤寂感為靈感，構成了歌詞的第二部分。針對副歌部份，武田則表示：
為什麼要變成大人？什麼時候變成大人的？這兩句歌詞不就是正要成長的自己的迷惘之處嗎？雖然想要快點長大，但是又想要一直當個小孩，不想變成大人，這種青春期的願望有所重合。我想這某種程度上也與哆啦A夢的世界有所重合。

## 評價
哆啦A夢社群對「少年期」的評價相當高。在小學館發行的《我是哆啦A夢》第七期中，該曲獲得读者投票评选的的主題曲獎。「哆啦A夢中文網」的記者Connie則在評論《大雄的宇宙小戰爭 2021》的專文中，則把1985年版出現的少年期形容為哆啦粉絲「心目中的第一名神曲」。
武田鐵矢本人則表示「少年期」是他最喜欢的哆啦A梦电影主题曲。在接受《體育報知》採訪時，武田表示藤子·F·不二雄讀完歌詞後非常高興、還非常稱讚他。武田本人認為，藤子·F·不二雄對歌曲的高度評價，可能和他出生在環境嚴峻的北陸小鎮、並因此勾起自身鄉愁有關。《體育報知》也稱「少年期」為「哆啦A夢史上屈指可數的光輝名曲」。

## 收錄歌曲
- 作詞：武田鉄矢、編曲：櫻庭伸幸（日语：桜庭伸幸）

1. 少年期
作曲：佐孝康夫（日语：佐孝康夫）
2. 夢は荒野を
作曲：中牟田俊男（日语：中牟田俊男）

## 收錄專輯
武田鐵矢的專輯
- 風に聞いた話（1985年）
- 遠い幻燈（1986年）
- 武田鉄矢全曲集（1988年）
- TETSUYA TAKEDA BEST SELECTION（1990年）

哆啦A梦的專輯
- 雲がゆくのは（1992年）
- ドラえもん映画主題歌集（1995年）
- 映画ドラえもん25周年 ドラえもん映画主題歌篇（2004年）
- ドラえもん 映画主題歌集+挿入歌（2010年）
- 映画 ドラえもん うたの大全集 (2020年)

## 翻唱
- 近藤隆（2008年）：收錄於其專輯《a little wonder（日语：a little wonder）》
- 戶松遙（2011年）：電視動畫《UN-GO episode:0 因果論》插入曲。「日語：」版本作為特典收錄於2012年發布的動畫DVD/BD。
- M.O.E.[成员 1]（2011年）：收錄於其專輯《俺たちの歌を聴くCD》

### 组合成员
1. ↑  羽多野涉、寺島拓篤